# Thionia borinqueta
Thionia borinqueta är en insektsart som beskrevs av Caldwell och Martorell 1951. Thionia borinqueta ingår i släktet Thionia och familjen sköldstritar. Inga underarter finns listade i Catalogue of Life.